# Вілла Папірусів
40°48′24″ пн. ш. 14°20′44″ сх. д. / 40.806666666667° пн. ш. 14.345555555556° сх. д.
Вілла Папірусів(італ. Villa dei Papiri (Herculaneum)) — заміська давньоримська вілла на околиці міста Геркуланум.

## Знахідка

Міста в Неаполітанському затоці, які припинили своє існування після виверження Везувію в 79 році.

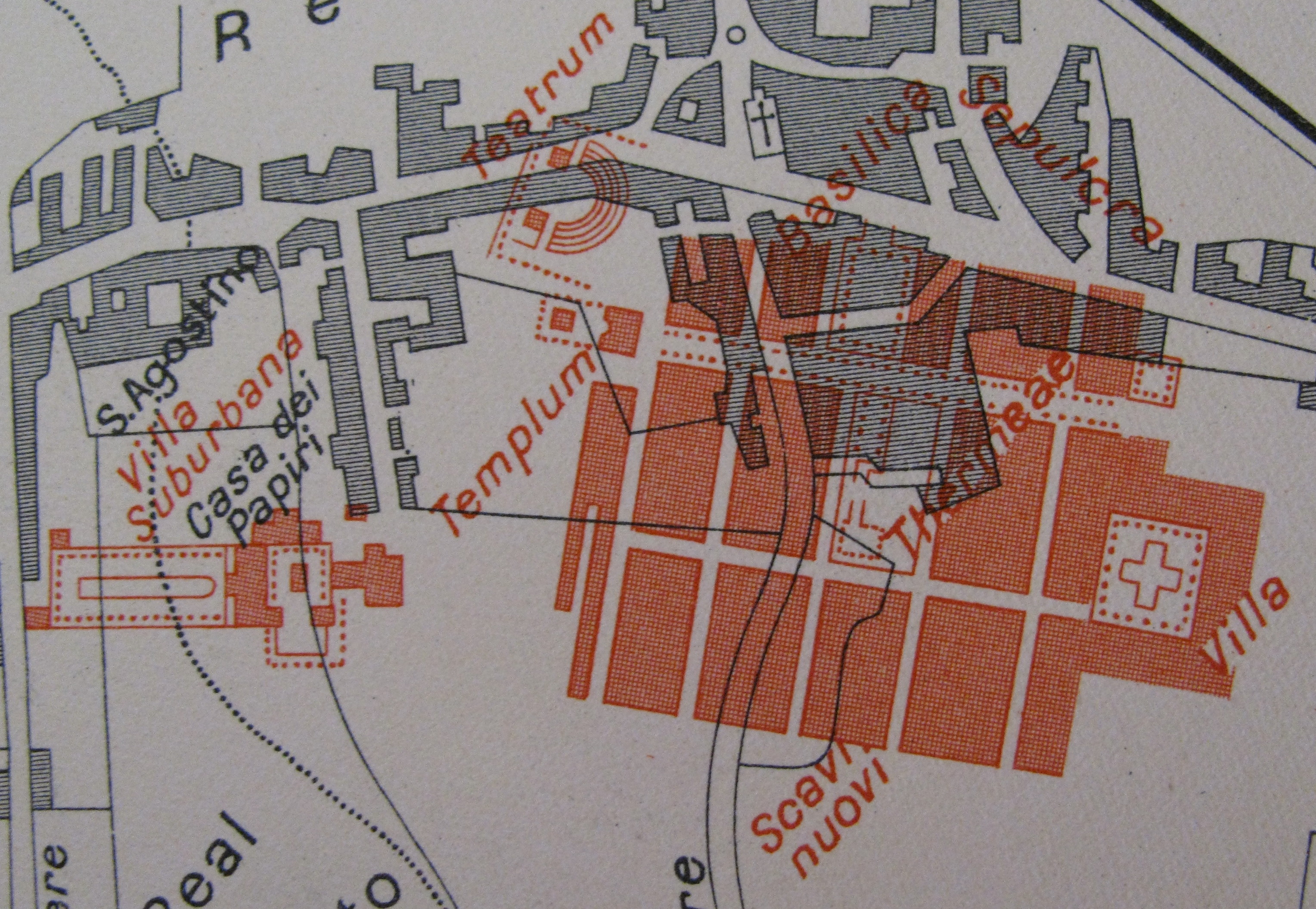
Розташування вілли Папірусів і римського Геркуланума (червоною) серед сучасної забудови (чорною фарбою).

Віллу Папірусів відносять до найбільших, знайдених в районі, що постраждав від виверження вулкана Везувій, серед яких також:
- Вілла Сан Марко
- Вілла Аріадни
- Вілла Містерій
- Вілла Пастуха.

Вілла Папірусів була знайдена наприкінці 1740-х років на околиці міста Геркуланум. Шар попелу і пірокластичних наносів над віллою досягав 25 — 30 метрів . Дослідження знайденого об'єкту проводив швейцарець Карл Якоб Вебер (1712—1764) протягом шести років. Аби дістатися вілли і її скарбів, використали метод коридорів, як у шахтах. В 1765 році в перешкоді стали виходи отруйного газу і хижацькі розкопки припинили. На новому етапі розкопки відновили в 20 столітті (в 1930-ті і в 1990-ті рр.) Знахідки значної кількості рукописів на папірусі обумовили її сучасну назву. Якщо її володарем вважати Луція Кальпурніуса Пізо, то варто називати споруду — вілла Пізоса, як її і називають іноді в літературі. Окрім папірусів, знайдена також значна кількість скульптур з мармуру і бронзи, а також погруддя — портрети, які вважають портретами володарів розкішної вілли.

## Питання про володарів
Вілла значних розмірів і з такою кількістю творів мистецтва значної художньої вартості могла належати лише впливовій і надто багатій особі. Серед перших кандидатів на володіння називали Цезоніо Луція Кальпурніуса Пізо, родича римського імператора. Ретельне вивчення написів на віллі дало ще одне ім'я — Аппій Клавдій Пулькер, що був братом Лукулла і консулом в 38 році до н. е.

## Опис споруди

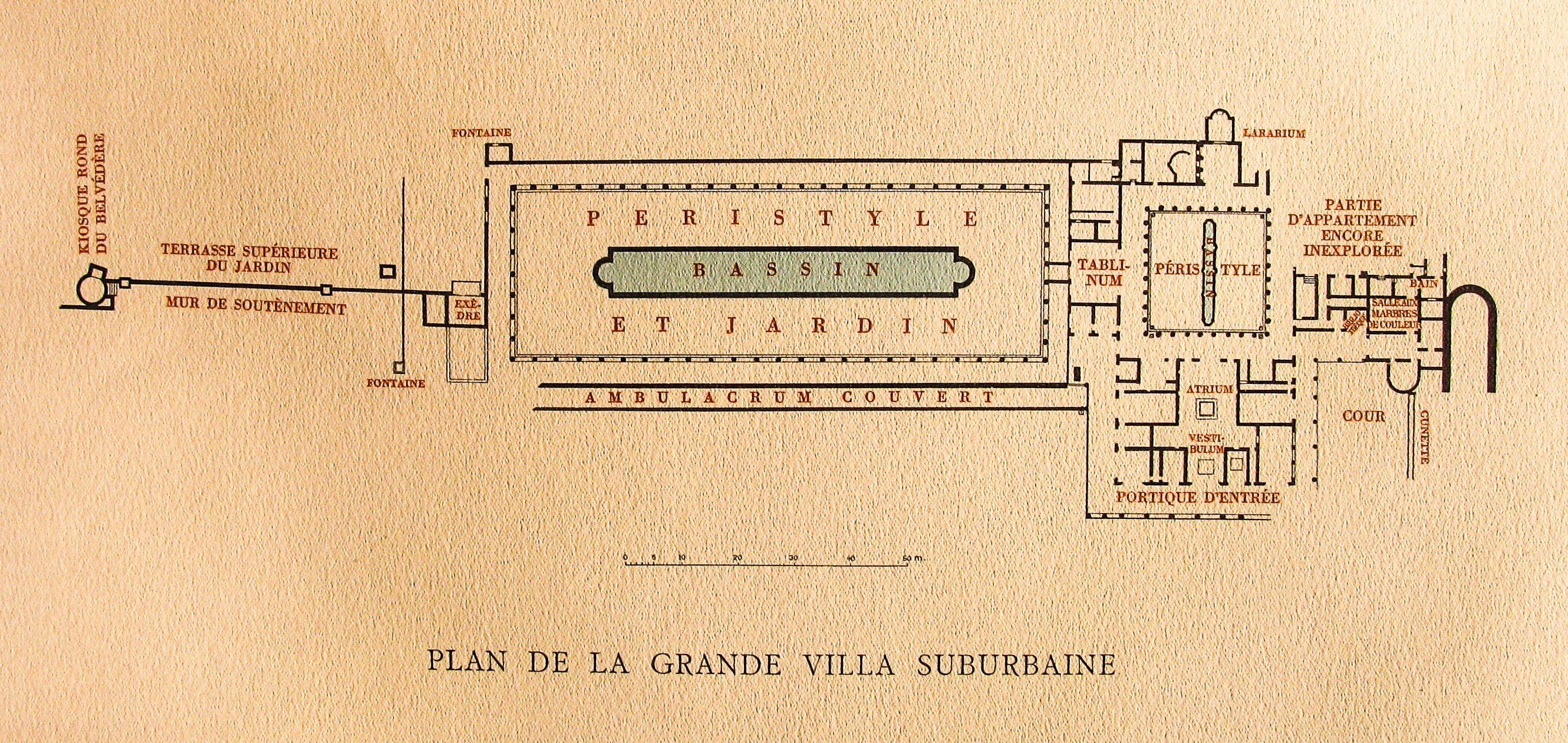
Вілла Папірусів, план розкопаної частини.

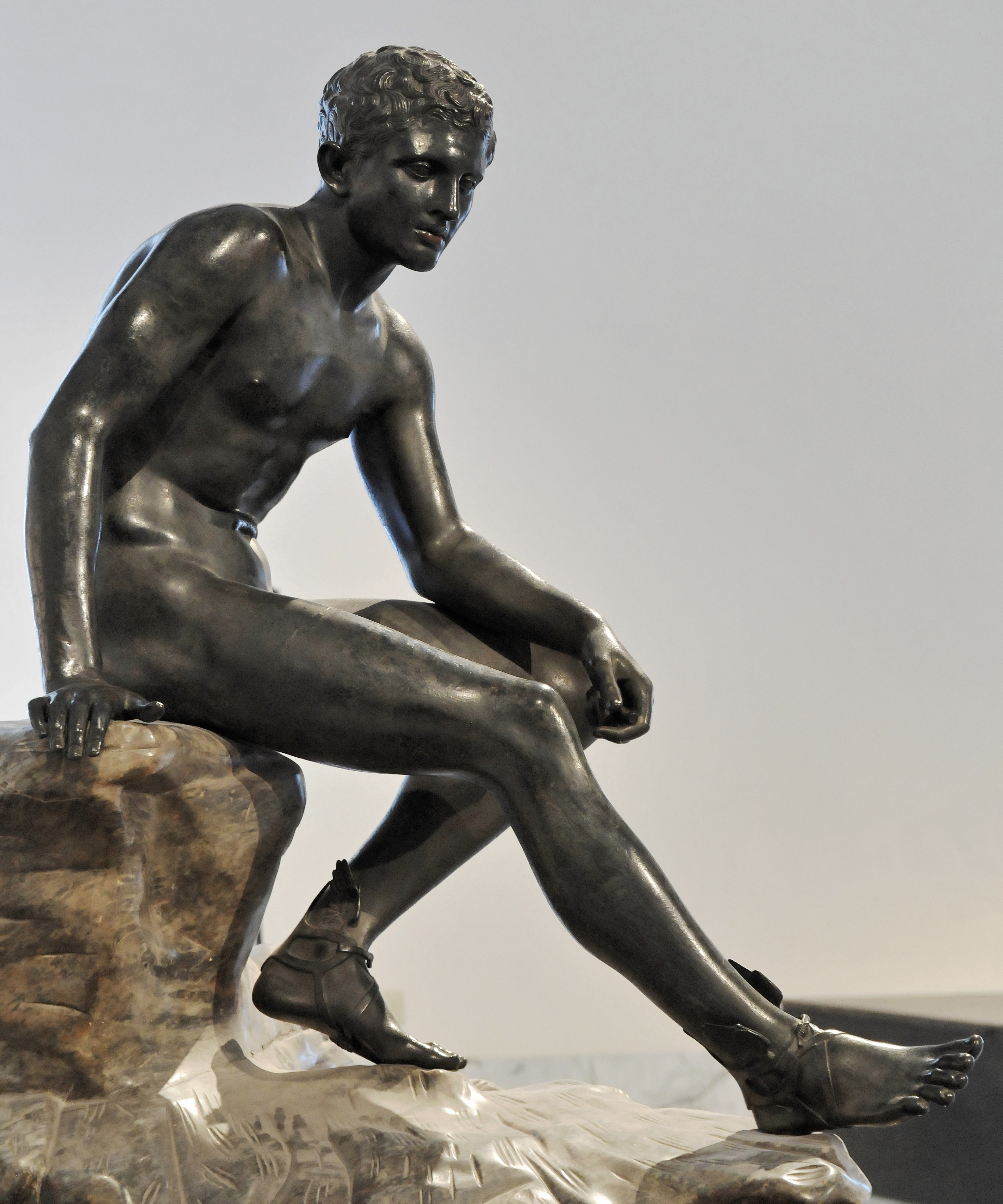
«Відпочиваючий Гермес», Археологічний музей, Неаполь.

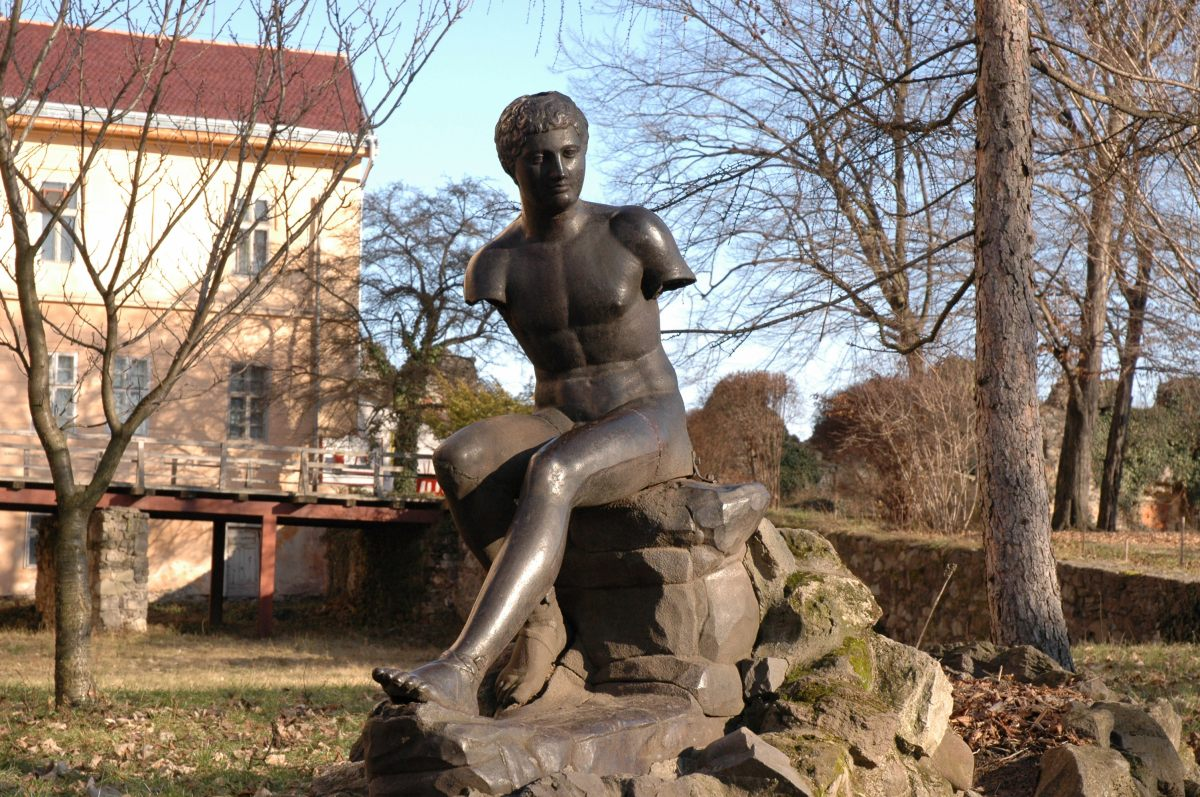
Ужгородський замок, Україна.

Написи і допомогли датувати побудову вілли 1 століттям до н. е. На початок 21 століття вілла Папірусів розкопана частково. 1998 року через фінансові негаразди розкопки вілли припинили. Її поземний план створено з долею здогадок і імовірності, але головні частини споруди відомі.
Вілла мала видовжений план довжиною понад 250 метрів паралельно берегу Неаполітанської затоки. Припускають, що сади і споруди вілли розпланували на чотирьох терасах, де були також виноградники, городи і власна гавань. Неподалік вілли був ліс. Атріум вілли слугував вестибюлем, через який можна було потрапити в різні її частини. Особливо розкішним був перістиль з басейном, обабіч якого створили портики на десять колон. Вілла мала значну колекцію скульптур, кількість яких досягала вісімдесяти. Серед них:
- Відпочиваючий Гермес
- Сатири з горщиками
- Герма Доріфора
- Герма амазонки
- Афіна Промахос архаїчної доби
- декілька погрудь з бронзи, серед яких і Сципіон Африканський.

Скульптуру «Відпочиваючий Гермес» витягли з розкопаної вілли ще 1758 року. Вона справила значне враження на прихильників давньоримського мистецтва в 18 столітті. Згодом її гальванопластичні копії розійшлися світом. Одна з копій скульптури «Відпочиваючий Гермес» прикрасила фонтан в дворику Ужгородського замку, Україна.

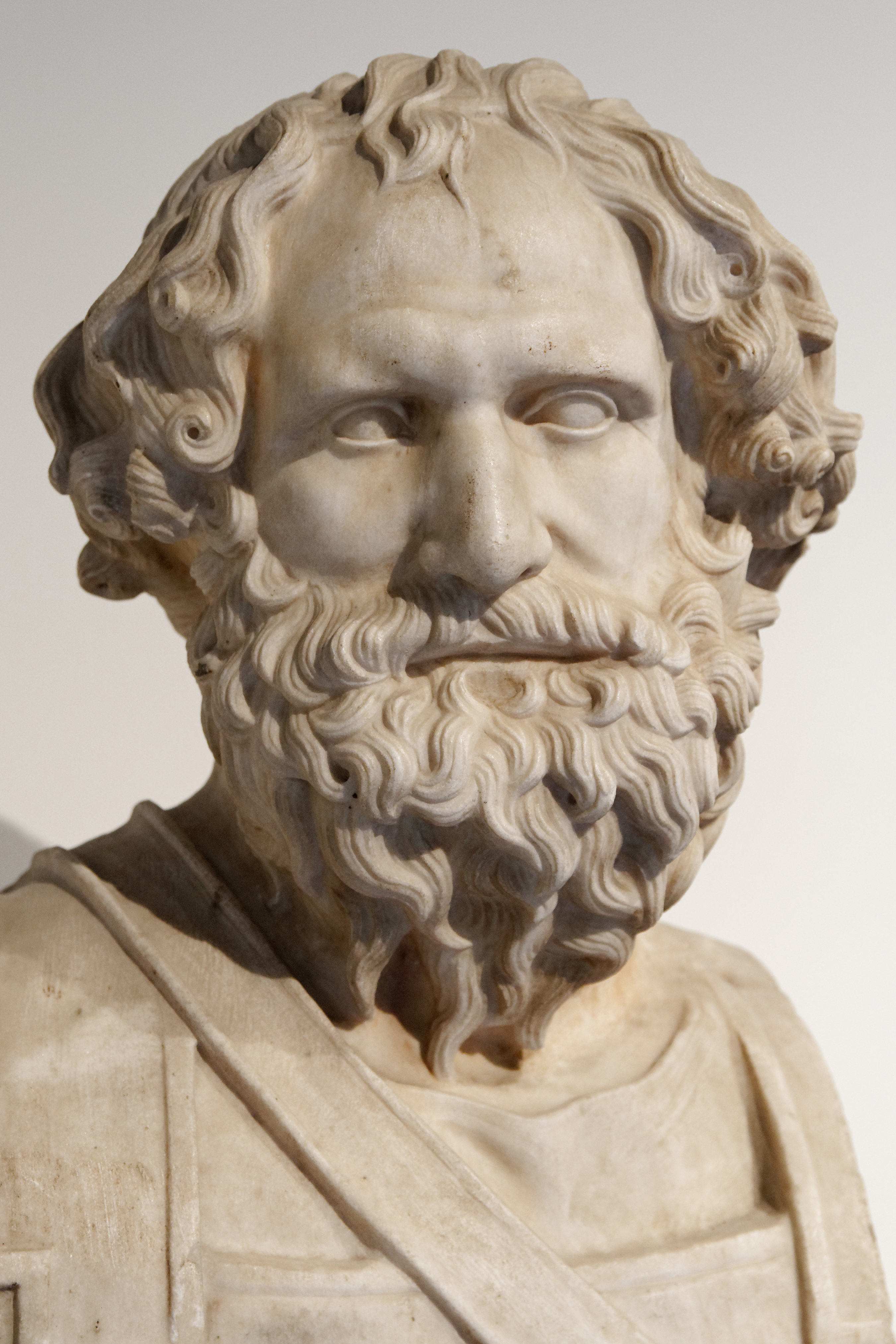
Аркідамос ІІІ.
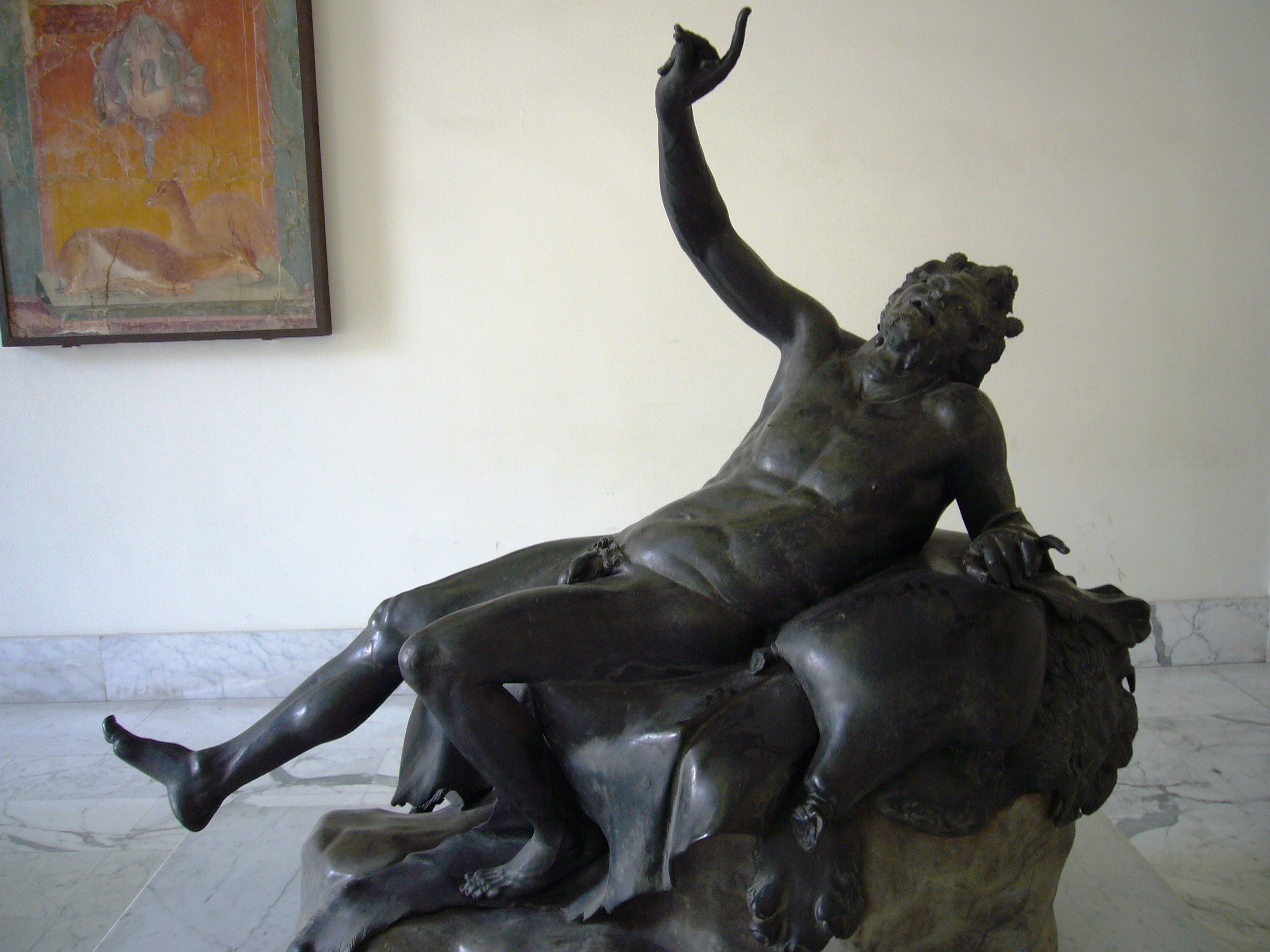
Сатир напідпитку з вілли Папірусів.
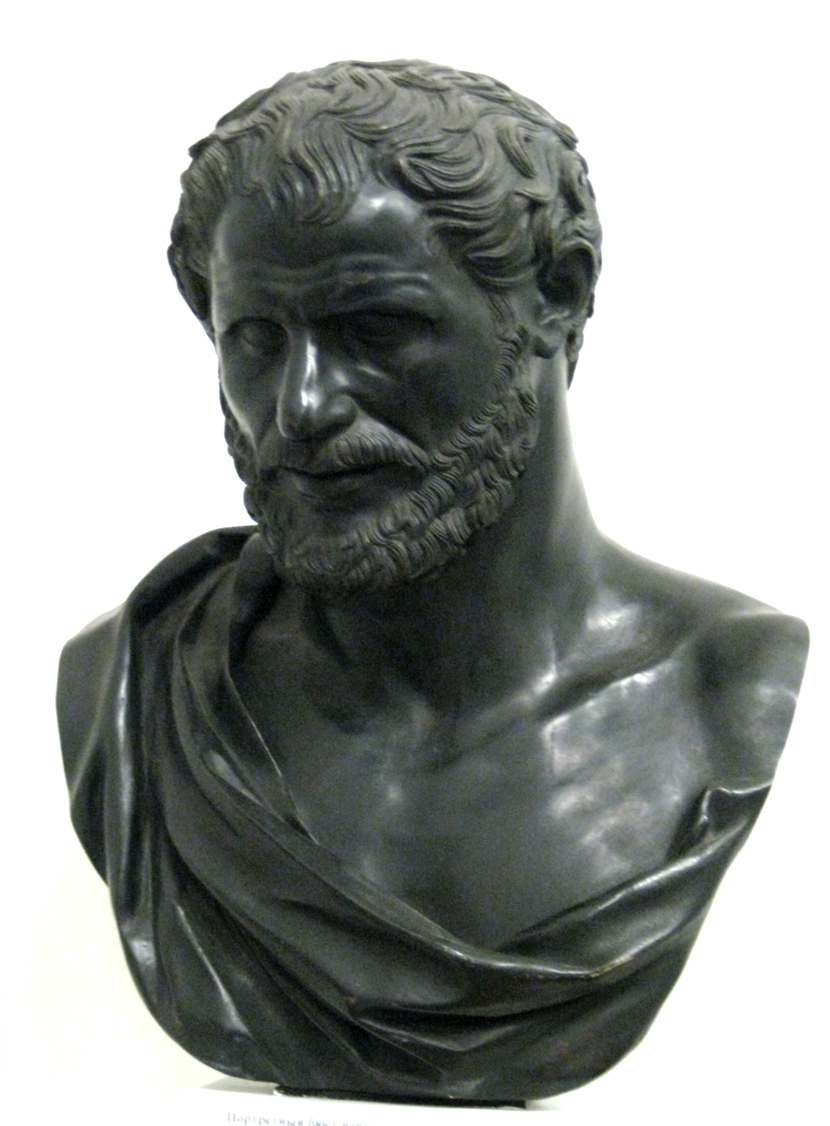
Погруддя невідомого, бронза

## Унікальна антична бібліотека вілли Папірусів

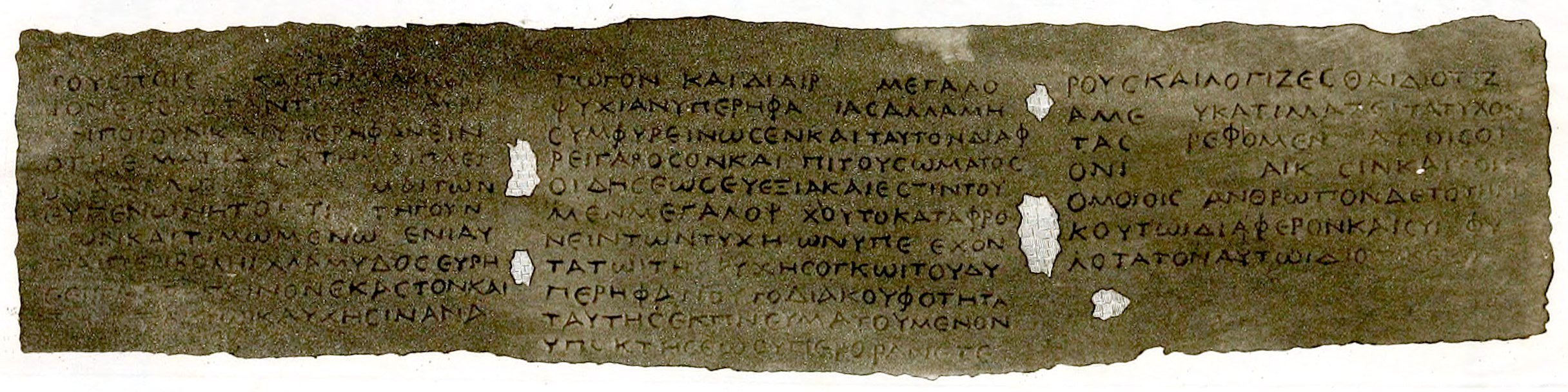

Наукову сенсацію обумовила унікальна антична бібліотека вілли Папірусів, що стала найдавнішою на теренах Італії і Європи. Володар вілли був освіченою особою і цікавився як філософією, так і античною літературою. Матеріальні статки і дозвілля сприяли вивозу на віллу і накопиченню сувоїв і папірусів, кількість яких досягла 1785 зразків. Вважають, що частка рукописів вивезена з Греції і що володар готував власну бібліотеку до евакуації. Але віллу накрили пірокластичні наноси. Сувої і папіруси були пошкоджені високими температурами (300—320 градусів за Цельсієм), частково погоріли і зліпилися. Пройшли процеси карбонізації, як в деревині. Але поховання під шаром наносів в 25-30 метрів уберегло їх від контактів з повітрям і вологою. Знайдені сувої і папіруси винесли ще в середині 18 століття. Частка папірусів згоріла, частка пошкоджена працівниками ще в 18 столітті. Загальну кількість рукописів на віллі вказують гіпотетично. Залишки папірусів передані в Національну бібліотеку в місті Неаполь.
Вже в 18 столітті відбулися перші спроби розгорнути сувої і дослідити тексти. Але це сприяло знищенню ще декількох зразків. Завдання виявилося надто складним через відсутність технологій фіксації пошкоджених носіїв. Примітивну технологію розгортання папірусів і сувоїв запропонував священик Антоніо П'яджо, що робив це за допомогою особливого механізму в бібліотеці Ватикана.
- 1793 року відбулося перше оприлюднення розтлумачених текстів (вийшло з друку видання з текстами, гравюрами і факсиміле рукописів).
- В період 1802–1806 священик Джон Хейтер розгорнув і частково розтлумачив близько двохсот (200) папірусів.
- Шість папірусів 1806 року були вимушені передати диктатору Наполеону Бонапарту.
- 1810 року вісімнадцять (18) рукописів передали англійському королю Георгу IV, чотири розгорнуті — король передав в Бодлеанську бібліотеку, 14 — перейшли до збірок Британського музею.
- 1818 року нові спроби розгорнути папіруси зробив H. Деви.
- Розкопки 1855 року збагатили знахідки новою кількістю папірусів та їх фрагментів.
- 1969 року з ініціативи Марчелло Джиганте(Gigante) створено Міжнародний центр вивчення Геркуланумських папірусів. Це сприяло вивченню пошкоджених папірусів неруйнівними методами. Були відновлені спроби розкопок вілли Папірусів. 4 липня 2011 року прийшла звістка про оцифровку 1600 папірусів з Геркуланума.

## Центр Гетті

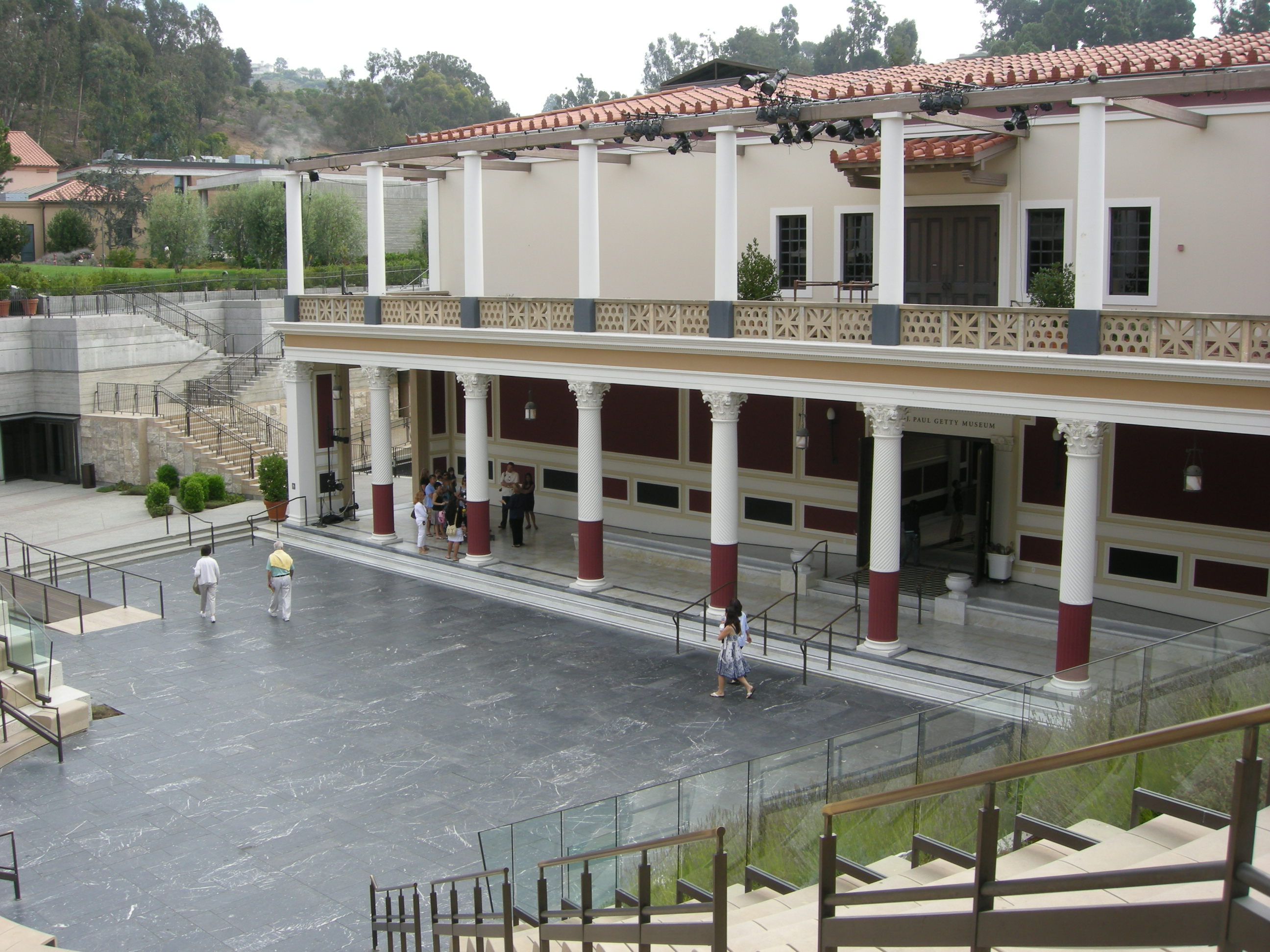

Вілла Папірусів справила враження на мільярдера Гетті, що створив сучасну реконструкцію Вілли Папірусів в Каліфорнії, незважаючи на неповне розкриття оригінала в Геркуланумі і недостатнє її дослідження. Вілла Гетті стала значним художнім музеєм античного і західноєвропейського мистецтва в Сполучених Штатах, закупівельні можливості якого перевищують можливості інших великих музеїв світу.

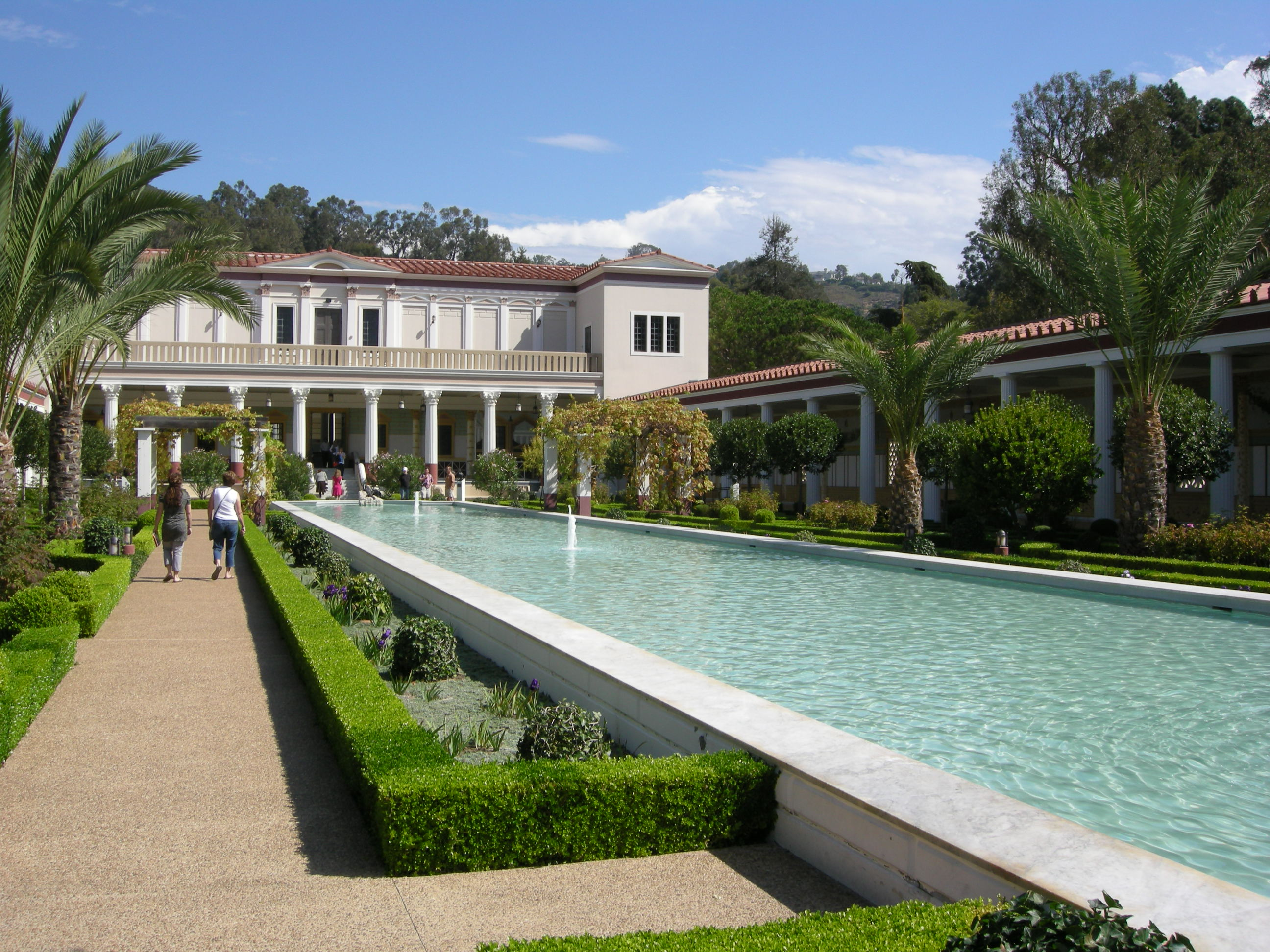
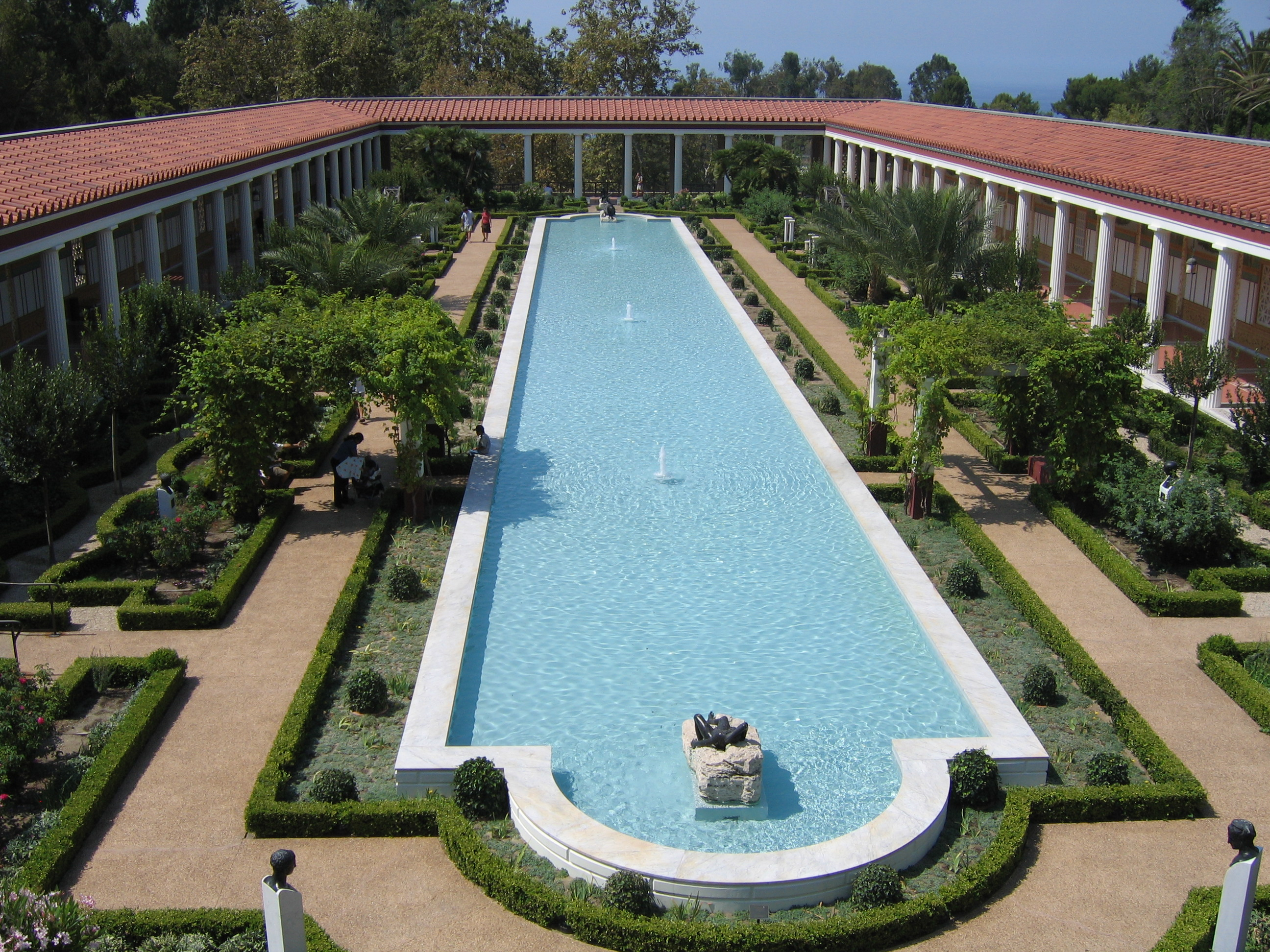
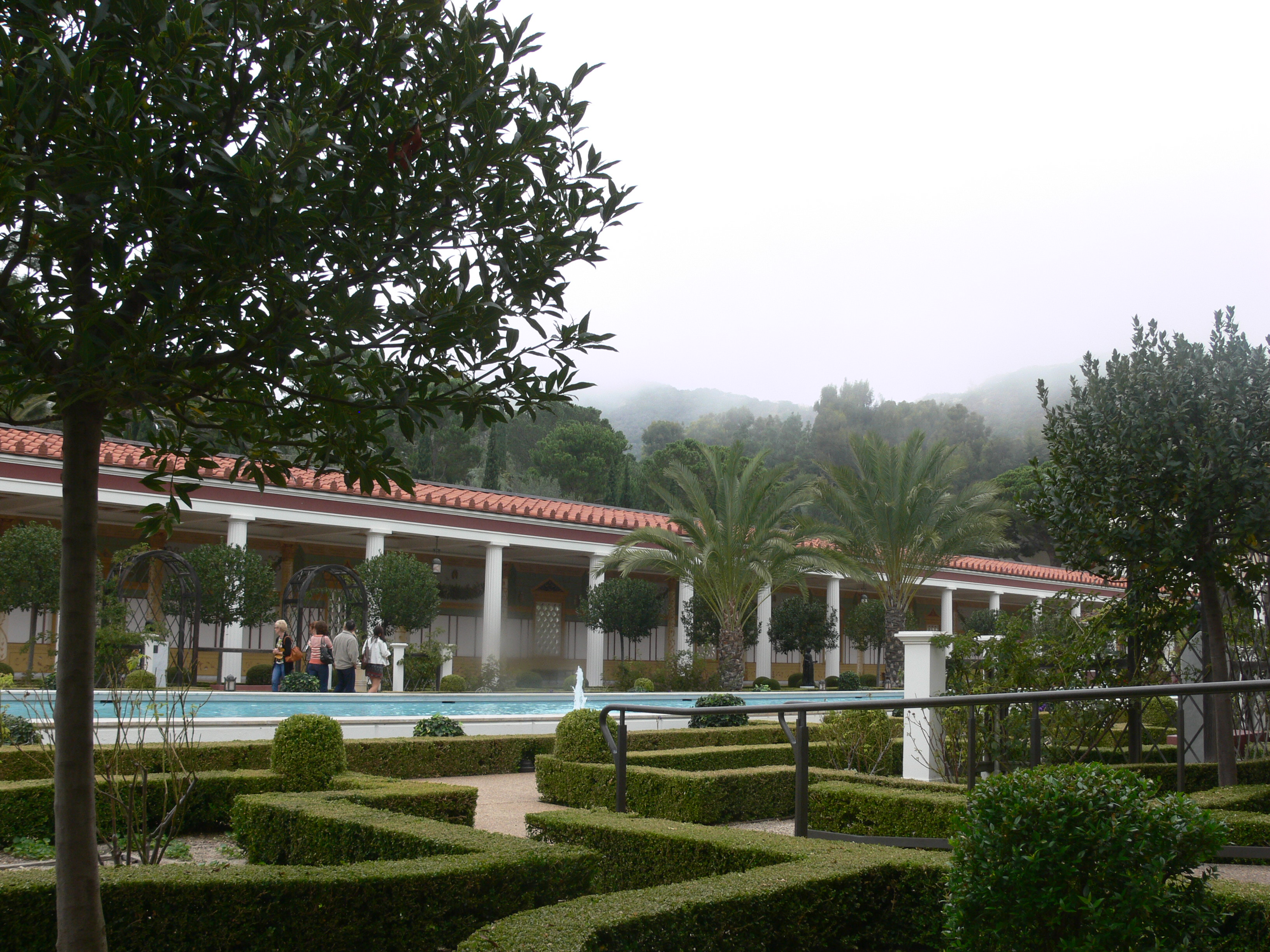
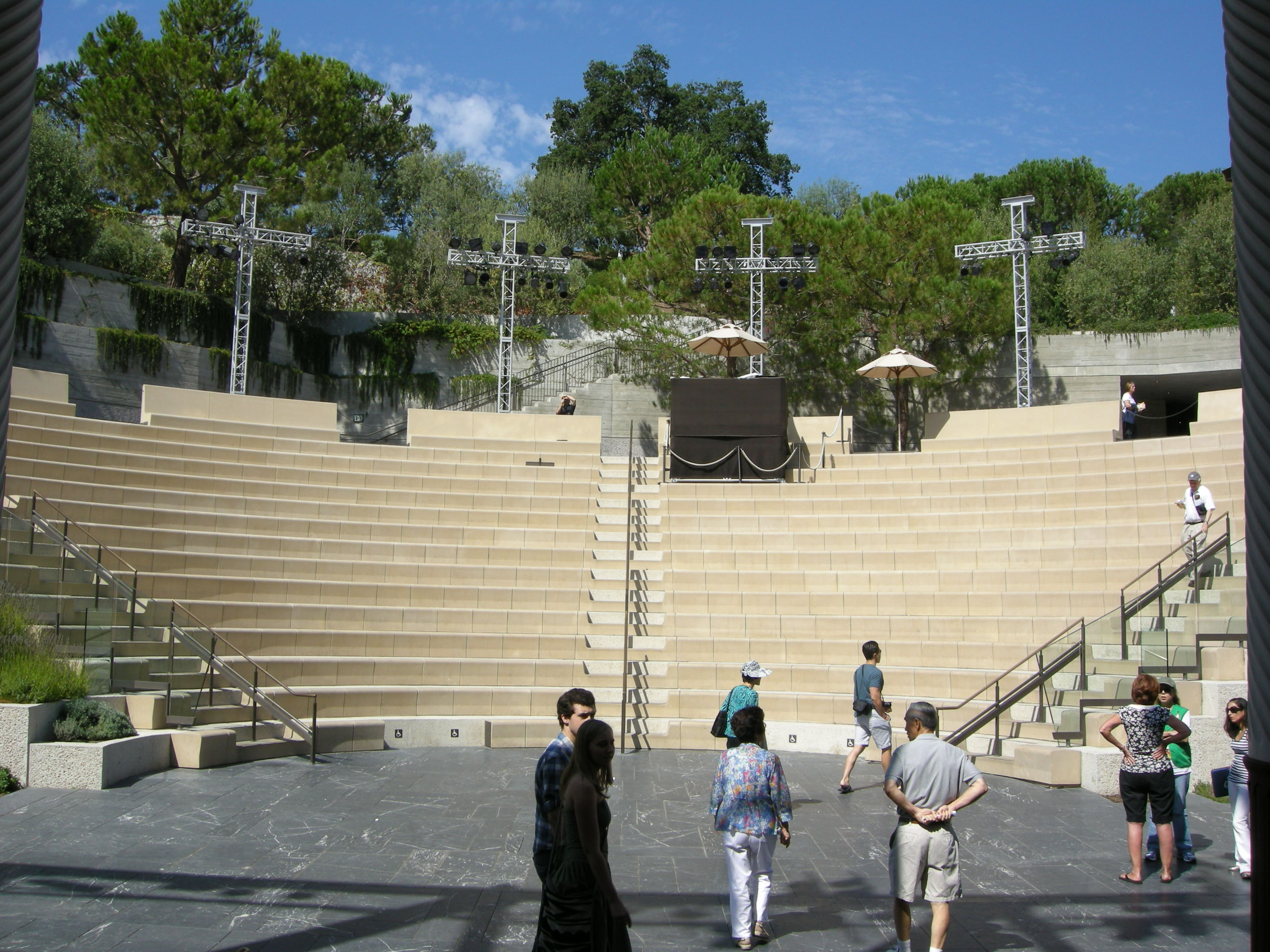